# Orchestra Baobab
Az Orchestra Baobab egy afro-kubai zene/son zene/volof zene/Pachanga együttes Szenegálból. 1970-ben alakultak meg Dakarban. 2009. márciusában Magyarországon is felléptek, a Buena Vista Social Clubban. A "Baobab zenekar" tagjai: Adama Sarr, Asane Mboup, Asane Thiam, Balla Sidibe, Barthélemy Attisso, Ben Geloum, Charlie Ndiaye, Idou Konate, Issa Cisoko, Jesús "Aguaje" Remos, Latfi Benjeloun, Layemba Boup, Mapenda Seck, Medoune Diallo, Mountaga Koite, Ndiouga Dieng, Papa Ba, Peter Udo, Rudy Gomis, Thierno Koite, Thio Mbaye. 
Volt tagok: Thione Seck (1955–2021)
Egyszer már feloszlottak, 1987-ben. 2001 óta újból aktívak. Mára már legendásnak és klasszikusnak számít az együttes.

## Diszkográfia
- Saf Mounadem (1972)
- M'Beugene (1972)
- Hommage a Lay M'Boop (1974-75)
- Orchestre Baobab '75' (1975)
- Guy Gu Rey Gi (1975)
- Senegaal Sunugaal (1975)
- Visage Du Senegal (1975)
- Aduna Jarul Naawoo (1975)
- N'Deleng N'Deleng (1977)
- Une Nuit Aun Jandeer (1978)
- Baobab à Paris Vol. 1 & Vol. 2 (1978)
- Gouygui Dou Daanou (1979)
- Mohamadou Bamba (1980)
- Sibou Odia (1980)
- Ken Dou Werente
- On verra Ça: The 1978 Paris Sessions (1992)
- Bamba (1993)
- Pirates' Choice (1989/2001)
- Specialist in All Styles (2002)
- A Night at Club Baobab (2006)
- Made in Dakar (2007)
- La Belle Epoque 1971 - 1977 (2009)
- Tribute to Ndiouga Dieng (2017)